# 世界河川日
世界河川日（英語：World Rivers Day）是一個最初起源於2005年全球性關懷河川、保護河川的節日，於每年9月的第4個星期日舉行。

## 歷史
世界河川日創始人馬可·安傑羅是加拿大的保育生物學家。他自從1980年起積極推動河川保護活動，並受到加拿大聯邦政府的正式認可，成為加拿大的全國性活動。隨後，在2005年6月29日，聯合國將每年9月的第4個星期日訂為世界河川日，使之成為一個國際性的紀念日。